# نینا پرشون
نینا پرشون (سوئدی: Nina Persson؛ زادهٔ ۶ سپتامبر ۱۹۷۴) خوانندهٔ اصلی و ترانه‌سرای گروه موسیقی پاپ سوئدی کاردیگنس (The Cardigans) است و از سال ۱۹۹۲ میلادی تاکنون مشغول فعالیت بوده‌است.